# Лін'юань
Лін'юань (кит. спр. 凌源市, піньїнь: Língyuán Shì) — місто-повіт в північнокитайській провінції Ляонін, складова міста Чаоян.

## Географія
Лін'юань лежить на південному заході префектури у верхній течії річки Далін.

### Клімат
Місто знаходиться у зоні, котра характеризується вологим континентальним кліматом з теплим літом. Найтепліший місяць — липень із середньою температурою 23.3 °C (73.9 °F). Найхолодніший місяць — січень, із середньою температурою -10.1 °С (13.8 °F).
| Клімат Лін'юаня         | Клімат Лін'юаня | Клімат Лін'юаня | Клімат Лін'юаня | Клімат Лін'юаня | Клімат Лін'юаня | Клімат Лін'юаня | Клімат Лін'юаня | Клімат Лін'юаня | Клімат Лін'юаня | Клімат Лін'юаня | Клімат Лін'юаня | Клімат Лін'юаня | Клімат Лін'юаня |
| Показник                | Січ.            | Лют.            | Бер.            | Квіт.           | Трав.           | Черв.           | Лип.            | Серп.           | Вер.            | Жовт.           | Лист.           | Груд.           | Рік             |
| Середня температура, °C | −10,1           | −7,2            | 0,4             | 9,6             | 16,7            | 20,8            | 23,3            | 21,9            | 16,1            | 8,9             | 0               | −7,4            | 7,8             |
| Норма опадів, мм        | 2.1             | 3.7             | 7.5             | 22.2            | 41.8            | 83              | 172.8           | 136.1           | 51.9            | 24.4            | 6.6             | 2.5             | 554.6           |
| Днів з опадами          | 1,8             | 2,3             | 3               | 5,4             | 7,7             | 12,4            | 14,8            | 12,9            | 8,1             | 5,6             | 2,6             | 1,1             | 77,7            |
| Вологість повітря, %    | 58.6            | 58.7            | 53.6            | 49.9            | 52.3            | 63.3            | 76.2            | 75.8            | 65.7            | 60.7            | 61              | 59.8            | 61.3            |
| ----------------------- | --------------- | --------------- | --------------- | --------------- | --------------- | --------------- | --------------- | --------------- | --------------- | --------------- | --------------- | --------------- | --------------- |
| Джерело: Weatherbase    |                 |                 |                 |                 |                 |                 |                 |                 |                 |                 |                 |                 |                 |